# آن هايوود
آن هايوود (بالإنجليزية: Anne Heywood)‏ هي متسابقة ملكة الجمال وممثلة بريطانية، ولدت في 11 ديسمبر 1932 في Handsworth, West Midlands ‏ في المملكة المتحدة.

## وصلات خارجية
- آن هايوود على موقع IMDb (الإنجليزية)
- آن هايوود على موقع ألو سيني (الفرنسية)
- آن هايوود على موقع تيرنر كلاسيك موفيز (الإنجليزية)
- آن هايوود على موقع قاعدة بيانات الأفلام السويدية (السويدية)
- آن هايوود على موقع إن إن دي بي (الإنجليزية)
- آن هايوود على موقع قاعدة بيانات الفيلم (الإنجليزية)
- آن هايوود على موقع كينوبويسك (الروسية)